# Сёгун

Минамото-но Ёритомо, первый сёгун Камакурского сёгуната

Сёгу́н (яп. 将軍 сё:гун, [ɕo̞ːɡɯ̟̃ᵝɴ]) — в японской истории так назывались высокопоставленные военные, которые обладали реальной властью и управляли (в отличие от императора и его двора в Киото) Японией большую часть времени с 1192 года до реставрации Мэйдзи, произошедшей в 1868 году. Правительство сёгуна называлось бакуфу (яп. 幕府, «палаточный лагерь» в смысле места расположения полководца; ср. русское «ставка»). Государственный строй, при котором верховная власть принадлежала сёгуну, называется сёгунат.

## Этимология
Слово «сёгун» — это японское прочтение заимствованного из китайского языка слова «цзянцзюнь» (кит. трад. 將軍, упр. 将军, пиньинь jiāngjūn, буквально: «генерал, военный наместник»). «Цзян» (кит. 将, яп. «сё») по-китайски означает «держать в руке», «руководить», а «цзюнь» (кит. 軍, яп. «гун») — «войско», «армия». Таким образом, «сёгун» — это «полководец», «командующий». Согласно «Японской исторической энциклопедии» (яп. 国史大辞典 Кокуси дайдзитэн), понятие «сёгун» определяется как «полководец, по приказу императора становящийся во главе войска, которое подавляет какой-либо бунт или усмиряет варваров».
Однако в более позднее время «сёгун» — это не просто титул полководца, временно поставленного во главе какой-либо армии, а сокращение от более пространного титула — сэйи-тайсёгун (яп. 征夷大将軍). Слово «тайсёгун» (яп. 征夷大将軍, «главнокомандующий») первоначально означало полководца, командующего тремя армиями, каждая из которых управлялась простым сёгуном, но впоследствии стало обозначать любого командира, стоящего во главе самостоятельно действующей армии. Что же касается определения «сэйи», то «сэй» означает «бить», «карать», а «и» (яп. 夷) — это «человек, вооружённый луком» (в этом иероглифе можно разглядеть человека с натянутым луком), то есть «дикарь», «варвар». Японцы обозначали их эмиси (яп. 蝦夷 эмиси, эбису, эдзо, букв. «креветковые варвары», также записывается 毛人, букв. «волосатые люди») — дикие племена, жившие на северо-востоке Японии. Походы против северо-восточных варваров начались в Японии ещё в глубокой древности, при императоре Кэйко (71—130 годы). В VIII веке появилось официальное звание сэйи-тайсёгун; оно присваивалось полководцу, которому поручалось возглавить поход против северо-восточных варваров. Впервые это звание было присвоено в 794 году Отомо но Отомаро. К началу X века эдзо были сильно ослаблены и перестали угрожать государству; походы против них прекратились, и назначать сэйи-тайсёгунов перестали. В течение некоторого времени это звание было как бы забыто и не использовалось, однако через некоторое время оно снова возникло, приобретя совершенно иной смысл.

## История
Исторически в клановом японском обществе верховная власть принадлежала одному (императорскому) клану, но чтобы удержать фактическую власть, императорский клан (род) был вынужден объединяться с каким-либо крупным родом. Таким образом, рядом с императорами всегда стоял ещё один клан. До 456 года таким кланом был клан Кацураги, до 498 им был клан Хэгури, до 539 года — Отомо, затем род Мононобэ, а во второй половине века — клан Сога. В 645 году власть захватил клан Фудзивара.
В XII веке императорская власть (и власть Фудзивара) в Японии сильно ослабела и фактически над страной властвовал то один, то другой выдвинувшийся род. В конце этого столетия власть над страной оспаривали друг у друга два рода: Тайра и Минамото. С 1156 по 1184 страной фактически правил род Тайра. В частности, большая часть министров была именно из этого рода.
В 1184 году решительный перевес оказался на стороне клана Минамото, один из представителей которого, Минамото-но Ёсинака, вступил во главе многочисленной армии в Киото, тогдашнюю столицу Японии, откуда клан Тайра бежал с остатками своих приверженцев на юг. Тогда фактическая власть над страной почти целиком очутилась в руках рода Минамото и лично Минамото Ёсинака, в распоряжении которого была собственная сильная армия. Де-факто Ёсинака был полным хозяином своего войска, но де-юре он все же был самозванцем, полномочия которого не были санкционированы императорской властью. Поэтому в том же 1184 году он добился того, что император пожаловал ему титул сэйи-тайсёгун. К тому времени это звание уже не имело никакого отношения к походам против эдзо, которых, между прочим, было немало в армии того же Ёсинака. Дело было в другом. Походы против эдзо были связаны с громадным напряжением ресурсов государства и зачастую требовали сбора всей наличной военной силы страны, собирателем и распорядителем которой и становился сэйи-тайсёгун. Став сэйи-тайсёгуном, Ёсинака монополизировал право собирать войска и распоряжаться ими и тем самым исключил возможность появления в стране равного ему по силе противника.
Тем не менее, его двоюродный брат Минамото-но Ёритомо сумел собрать собственную, преданную ему армию, с помощью которой он уничтожил Ёсинака. Затем он покончил с остатками клана Тайра и предпринял поход против областей Муцу и Дэва, населённых уже замирёнными эдзо, но ещё пользующимися некоторой самостоятельностью. После этого Ёритомо стал единоличным фактическим правителем всей страны. Для того, чтобы не выглядеть самозванцем, ему необходима была санкция императора, поэтому Ёритомо потребовал себе звание сэйи-тайсёгун. Это звание он получил в 1192 году. С этого времени сэйи-тайсёгун (или просто сёгун) из временного военного звания превратилось в постоянный и притом передаваемый по наследству титул фактического военного правителя страны.
Начиная с основания сёгуната в 1192 году и до его падения в 1867 году (то есть в течение почти семи столетий) титул сэйи-тайсёгун был наследственно-родовым, хотя формально и жаловался всегда императором. Четкого порядка наследования титула не существовало — обычно сёгун назначал преемника из числа своих сыновей, если же их не было, то усыновлял одного из представителей других ветвей рода. В поздний период многие сёгуны начинали управлять страной, будучи детьми, их роль стала символической, схожей с ролью западноевропейских монархов. Принципиальным отличием сёгуна от императора было отсутствие сакральной составляющей, сёгун считался главой администрации и хранителем государства, но не воплощением богов на земле. За семь веков существования титула сэйи-тайсёгун его носителями были несколько кланов:
- Камакурский сёгунат — (1192—1333)
  - Клан Минамото: 1192—1210 годы (3 сёгуна)
  - Клан Фудзивара: 1226—1252 годы (2 сёгуна)
  - Императорские принцы (синно): 1252—1333 годы (4 сёгуна)
- Киотский сёгунат — (1338—1573)
  - Клан Асикага: 1338—1573 годы (16 сёгунов)
- Эдоский сёгунат — (1603—1867)
  - Клан Токугава: 1603—1867 годы (15 сёгунов)

В период с 1573 года по 1603 год в течение тридцати лет сёгунов фактически не было, а страной управляли Ода Нобунага и Тоётоми Хидэёси. Они были такими же полновластными властителями, как и бывшие до них сёгуны, однако не получили титула сэйи-тайсёгун. Исключением был Акэти Мицухидэ, официально признанный императором как сёгун, однако свергнутый Хидэёси 13 дней спустя. Дело в том, что было распространено убеждение, что сёгун может быть только из клана Минамото, к которому по легенде восходил корнями клан Акэти.

## Отношения с императором
С тех пор как Минамото-но Ёритомо превратил фигуру сёгуна в постоянную и наследственную должность и вплоть до Реставрации Мэйдзи, в Японии существовало два правящих класса:
- Император или тэнно (букв. «Небесный повелитель»), который действовал как «главный жрец» официальной религии страны — синтоизма.
- Сёгун, будучи верховным главнокомандующим армии, который также пользовался гражданской, военной, дипломатической и судебной властью, но строго от лица императора. Хотя теоретически сёгун был слугой императора, он был истинной властью, серым кардиналом, стоящим за троном.

За всю историю страны ни один сёгун не пытался узурпировать трон, даже когда в их распоряжении была вся военная мощь. В первую очередь было две причины:
- Теоретически сёгун получал власть императора, поэтому император был его символом власти.
- Существовала сентименталистская традиция, созданная синтоистскими священнослужителями и религиозными людьми, которые прослеживали имперскую линию от «эпохи богов» до «вечной линии, не прерываемой временем». Согласно японской мифологии, император был прямым потомком и верховным жрецом богини-солнце Аматэрасу. Это доводило до крайне строгих ограничений при дворе. Чтобы ничто не могло запятнать чистоту императора, ему запрещалось видеть кровь, ездить на лошади, ходить пешком и показываться подданным[источник не указан 480 дней].

Не имея возможности узурпировать трон, сёгуны на протяжении всей истории стремились держать императора в стороне от политической деятельности страны, выводя его из сферы влияния, часто пользуясь религиозными предрассудками. Одним из немногих полномочий, которые мог сохранить императорский дом, была возможность «контролировать время» посредством обозначения эпох японского традиционного летосчисления и выпуска официальных календарей.
Императоры дважды пытались восстановить власть, которой они пользовались до создания сёгуната. В 1219 году ранее отрёкшийся от трона император Го-Тоба вместе с группой недовольных политикой бакуфу феодалов предпринял попытку государственного переворота, целью которого было восстановление реальной императорской власти, но потерпел неудачу (смута годов Дзёкю). Его поддержали бывшие императоры Цутимикадо и Дзюнтоку, столичные аристократы и подавляющее большинство самурайских правителей Западной Японии, влияние Камакурского правительства на которых было слабым. Однако через месяц три армии сёгуната под общим командованием Ходзё Ёситоки разбили все силы императорских войск и заняли столицу. Самурайское правительство наказало трёх бывших императоров и их сподвижников ссылкой на острова Оки и конфискацией их частных земель. Была проведена ротация кадров на уровне управляющих частными имениями дзито. В Киото была создана должность Рокухарского инспектора, задачей которого стал надзор за императорским двором и самурайскими правителями Западной Японии. Императорский двор содержался за счёт продаж вельможным самураям почётных должностей в правительстве. Благодаря победе сёгуната авторитет японской аристократии сильно пошатнулся, а самурайское правительство обеспечило себе господствующее положение в Японии.
В начале XIV века у императора Го-Дайго сложились хорошие отношения с сёгуном Асикагой Такаудзи. Однако вскоре сёгуны Камакура изгнали императора на остров Оки (ныне в префектуре Симане), провозгласив своего императора, Когона. После падения сёгуната Камакура Го-Дайго возвратил себе корону и начал вновь править страной. Согласно его политическому идеалу, в Японии императоры должны были, как в древние времена, непосредственно заниматься управлением страной. В связи с этим Го-Дайго желал дать больше власти своей опоре, придворной знати (Реставрация Кэмму, 1333—1336). Однако такая его политика не была поддержана как большинством самураев, так и сёгуном Асикагой Такаудзи, что сделало последнего противником императора.
Она закончилась социально-политическим кризисом и вызвала раскол общества и японского Императорского дома на Южную и Северную династии после того, как Такаудзи объявляет провозглашение нового императора, Комё, сына Когона, положив начало периоду Период Намбокутё (букв. «Южный и Северный дворы»). Единство дома было восстановлено в 1392 году усилиями нового самурайского сёгуната Муромати, однако император был отстранён от управления страной. Упадок императорского двора на фоне невероятного усиления аскетического в политике культуры правления сёгунов был настолько глубоким, что самый главный императорский праздник сбора урожая (Дайдзёсай) не отмечался 220 лет, а церемония престолонаследия проходила без протокола. Кроме того, с XIV века на протяжении 315 лет из-за строгости и аскетичности сёгунов не осуществлялся обряд назначения монаршего наследника — Великого сына императора. Все Императорские церемонии и ритуалы были возобновлены лишь в XVIII веке, во времена сёгуната Токугава.
В 1850-х и 1860-х годах сёгунат находился под сильным давлением из-за границы, со стороны иностранных держав. Именно тогда различные группы, недовольные сёгунатом за уступки, сделанные различным европейским странам, нашли в фигуре императора союзника, с помощью которого они могли отстранить клан Токугава от власти. Девизом этого движения был Сонно Дзёи («Почитай императора, изгоняй варваров»), и им, наконец, удалось добиться успеха в 1868 году, когда в результате реставрации Мэйдзи имперская власть была восстановлена после столетий пребывания в тени политической жизни страны.

## Список сэйи-тайсёгунов
| № п/п   | Имя по-русски          | Годы правления           | Примечание                                                                              |
| ------- | ---------------------- | ------------------------ | --------------------------------------------------------------------------------------- |
| 1       | Отомо но Отомаро       | 793—794                  |                                                                                         |
| 2       | Саканоуэ-но Тамурамаро | 797—804                  |                                                                                         |
| —       | Бунъя-но Ватамаро      | 811                      | сэйи-сёгун                                                                              |
| —       | Фудзивара-но Тадабуми  | 940                      | предположительно                                                                        |
| 3       | Минамото-но Ёсинака    | 1184                     |                                                                                         |
| 4 (1)   | Минамото-но Ёритомо    | 1192—1199                | По некоторым данным, в 1195 году отказался от титула                                    |
| 5 (2)   | Минамото-но Ёрииэ      | 1202—1203                |                                                                                         |
| 6 (3)   | Минамото-но Санэтомо   | 1203—1219                | Одновременно найдайдзин — хранитель печати                                              |
| 7 (4)   | Фудзивара-но Ёрицунэ   | 1226—1244                | сёгуны-регенты из клана Фудзивара                                                       |
| 8 (5)   | Фудзивара-но Ёрицугу   | 1244—1252                | сёгуны-регенты из клана Фудзивара                                                       |
| 9 (6)   | принц Мунэтака         | 1252—1266                | сёгуны-принцы                                                                           |
| 10 (7)  | принц Корэясу          | 1266—1289                | сёгуны-принцы                                                                           |
| 11 (8)  | принц Хисааки          | 1289—1308                | сёгуны-принцы                                                                           |
| 12 (9)  | принц Морикуни         | 1308—1333                | сёгуны-принцы                                                                           |
| 13      | принц Мориёси          | 1333                     |                                                                                         |
| 14      | принц Нариёси          | 1335—1336                |                                                                                         |
| 15 (1)  | Асикага Такаудзи       | 1338—1358                |                                                                                         |
| 16 (2)  | Асикага Ёсиакира       | 1358—1367                |                                                                                         |
| 17 (3)  | Асикага Ёсимицу        | 1367—1394                | Одновременно садайдзин (левый министр), впоследствии дайдзё-дайдзин (верховный канцлер) |
| 18 (4)  | Асикага Ёсимоти        | 1394—1423                |                                                                                         |
| 19 (5)  | Асикага Ёсикадзу       | 1423—1425                |                                                                                         |
| 20 (6)  | Асикага Ёсинори        | 1429—1441                |                                                                                         |
| 21 (7)  | Асикага Ёсикацу        | 1442—1443                |                                                                                         |
| 22 (8)  | Асикага Ёсимаса        | 1449—1473                |                                                                                         |
| 23 (9)  | Асикага Ёсихиса        | 1473—1489                |                                                                                         |
| 24 (10) | Асикага Ёситанэ        | 1490—1493                |                                                                                         |
| 25 (11) | Асикага Ёсидзуми       | 1494—1508                |                                                                                         |
| 26 (10) | Асикага Ёситанэ        | 1508—1521                | повторно                                                                                |
| 27 (12) | Асикага Ёсихару        | 1521—1546                |                                                                                         |
| 28 (13) | Асикага Ёситэру        | 1546—1565                |                                                                                         |
| 29 (14) | Асикага Ёсихидэ        | 1568                     |                                                                                         |
| 30 (15) | Асикага Ёсиаки         | 1568—1573                |                                                                                         |
| 30 (15) | Акэти Мицухидэ         | с 20 июня по 2 июля 1582 | Известен как «Тринадцатидневный сёгун»                                                  |
| 31 (1)  | Токугава Иэясу         | 1603—1605                |                                                                                         |
| 32 (2)  | Токугава Хидэтада      | 1605—1623                |                                                                                         |
| 33 (3)  | Токугава Иэмицу        | 1623—1651                |                                                                                         |
| 34 (4)  | Токугава Иэцуна        | 1651—1680                |                                                                                         |
| 35 (5)  | Токугава Цунаёси       | 1680—1709                | Известен как «Собачий сёгун»                                                            |
| 36 (6)  | Токугава Иэнобу        | 1709—1712                |                                                                                         |
| 37 (7)  | Токугава Иэцугу        | 1712—1716                |                                                                                         |
| 38 (8)  | Токугава Ёсимунэ       | 1716—1745                |                                                                                         |
| 39 (9)  | Токугава Иэсигэ        | 1745—1760                |                                                                                         |
| 40 (10) | Токугава Иэхару        | 1760—1786                |                                                                                         |
| 41 (11) | Токугава Иэнари        | 1787—1837                |                                                                                         |
| 42 (12) | Токугава Иэёси         | 1837—1853                |                                                                                         |
| 43 (13) | Токугава Иэсада        | 1853—1858                |                                                                                         |
| 44 (14) | Токугава Иэмоти        | 1858—1866                |                                                                                         |
| 45 (15) | Токугава Ёсинобу       | 1866—1867                | Одновременно найдайдзин — хранитель печати                                              |

## Современное использование
В настоящее время главой японского правительства является премьер-министр. Использование термина «сёгун», тем не менее, продолжилось в разговорной речи. Ушедшего в отставку премьер-министра, который всё ещё обладает значительной властью, авторитетом и влиянием за кулисами, особенно среди правящей в Парламенте партии, в прессе, особенно оппозиционной, называют «теневым сёгуном» (яп. 闇将軍 ями сё:гун), своего рода современным воплощением закрытого правления. Примерами «теневых сёгунов» являются бывший премьер-министр Какуэй Танака и лидер Демократической партии в 2006—2009 годах Итиро Одзава. Особенно часто этот термин применялся в отношении Синдзо Абэ.